# 熱帶白裙弄蝶
熱帶白裙弄蝶（学名：Tagiades trebellius）本種並不是蘭嶼特有種，廣泛分佈東亞熱帶地區，依照本種為泛熱帶分佈的特性，稱之為「熱帶白裙弄蝶」，素有別稱：「蘭嶼白裙弄蝶」、「南洋白裙弄蝶」、「蘭嶼白底挵蝶」。分佈在蘭嶼和恆春半島，除了臺灣之外，也分佈在菲律賓至巴布亞新幾內亞的島嶼上，和白裙弄蝶的大陸性分佈恰好相反，是一種熱帶島嶼分佈的種類，成蟲較常出現在森林或森林邊緣，幼蟲以薯蕷科的植物為寄主 。

## 描述
雌雄外觀無明顯差異。雄蝶頭部覆褐色毛，觸角褐色且末端側面帶黃白色鱗，尖端裸露呈鉤狀。口器黑褐色，下唇鬚前伸，前兩節白色並帶毛，第三節小而平滑、褐色且棒狀。胸部背面褐色，腹面覆白色鱗；腹部背面褐色，腹面白色。足白色，後足脛節有淡褐色和白色毛束。前翅三角形，外緣略突出；後翅扇形，近基部背面覆蓋白色毛。翅膀底色為褐色，靠近基部顏色較深。前翅具透明斑紋，中室末端有兩個小斑點，其前方另有一個小斑點。後翅有鮮明白色區域，外緣排列著數個幾乎連成一褐色帶的黑褐色斑點。翅背面與腹面的斑紋相似，但後翅在背面的白色區域更廣泛。前翅緣毛褐色，後翅前端緣毛褐色，後端則為白色。
雌蝶與雄蝶外形相似，但翅膀較寬，腹部末端覆蓋白色帶些許灰色的鱗毛叢，後足脛節無毛束。

## 生態習性
一年多世代，在臺灣地區可以在1~10月之間見到成蝶。花弄蝶亞科的蝴蝶，停棲的時候翅膀會攤平。

雄蝶有領域行為，雌蝶產卵時會將腹端的鱗毛塗敷於卵表面以保護卵粒。

偏好出現在闊葉林區較陰暗的環境，喜好訪花。

## 棲地分佈
在臺灣，分佈於臺東縣、屏東縣平地至低海拔山區、高雄市，也分佈於綠島、蘭嶼、恆春半島。
分佈在菲律賓至巴布亞新幾內亞的島嶼上，其他分佈涵蓋東洋區及澳洲區。

## 攝食食物
寄主食物，偏好薯蕷科的植物，在臺灣的紀錄有裡白葉薯榔、恆春薯蕷等，取食於葉片。 